# Zamenhofia rosei
Zamenhofia rosei är en lavart som först beskrevs av Sérus., och fick sitt nu gällande namn av P. James. Zamenhofia rosei ingår i släktet Zamenhofia och familjen Pertusariaceae.   Inga underarter finns listade i Catalogue of Life.